# Jason Siggers
Jason Siggers (Dallas, Texas; 24 de agosto de 1985) es un jugador de baloncesto estadounidense que pertenece a la plantilla del Hapoel Haifa B.C. de la Ligat Winner israelí. Con 1,93 metros de altura, juega en la posición de escolta.

## Trayectoria deportiva
Jugó durante dos temporadas con los New Mexico Junior College y otras dos con los Albany Great Danes  y tras no ser elegido en el Draft de la NBA de 2007, fichó por los Bakken Bears antes de marchar a Francia, donde jugaría durante siete temporadas en varios equipos de la PRO A y PRO B.
En 2015, se marcha a Israel para jugar en el Hapoel Gilboa Galil, donde en la segunda campaña, realizaría unos promedios de 17,1 puntos por encuentro en la Ligat Winner.
En julio de 2017, firma por el Maccabi Rishon LeZion por dos temporadas.
En verano de 2020, firmó por el Hapoel Haifa B.C., recién ascendido a la Ligat Winner israelí para disputar la temporada 2020-21.